# Susumu Hirasawa
Susumu Hirasawa (平沢進?, Hirasawa Susumu; Tokyo, 2 aprile 1954) è un compositore e musicista giapponese.

## Biografia
Iscrittosi al Tokyo Designer Gakuin College nel 1972, fino al 1978 si esibisce con il suo primo gruppo, MANDRAKE, una band di rock progressivo che si ispirava ai King Crimson ed ai Van der Graaf Generator. Nel 1979 abbraccia il techno-pop e con altri due membri dei MANDRAKE forma i P-Model, che nello stesso anno fanno da spalla nel tour asiatico degli XTC e dei Van Halen, e durante gli anni ottanta pubblicano diversi album con la Warner Music. Nel 1989 comincia a realizzare lavori da solista, ma allo stesso tempo mantiene viva l'esperienza dei P-Model fino al 1999, quando, per il loro ventennale, realizza il progetto Music Industrial Wastes ~P-Model or Die, una delle prime iniziative di diffusione di un'opera musicale via internet. Nel 2002 dichiara pubblicamente la sua netta opposizione alla guerra preventiva lanciata dal Governo degli Stati Uniti in risposta all'attentato terroristico dell'11 settembre 2001, e adotta l'iniziativa Songs against the Carnage, con cui distribuisce gratuitamente via internet alcuni suoi brani contenenti messaggi di pace. Nel 2004 dà quindi vita al progetto KAKU P-MODEL, una prosecuzione solista dei P-Model, e dopo l'album da solista Byakkoya del 2006, nel 2008 collabora con il vocalist death metal italiano Riccardo Brett, artefice del progetto InhVmaN, per l'EP Tetragrammaton, un esperimento da lui stesso definito di electro dark symphony. Nel 2009 esce il suo undicesimo album solo, Planet Roll Call, a tre anni di distanza dal precedente lavoro solista, seguito da altri due album, The Secret of The Flowers of Phenomenon nel 2012 e The Man Climbing the Hologram nel 2015. Nel 2013 pubblica un altro capitolo del progetto KAKU P-MODEL, l'album Gipnoza. Nel 2021 pubblica un nuovo album in studio, Beacon.

## Composizioni e spettacoli
Per le sue opere musicali Hirasawa, tastierista e chitarrista oltre che vocalist, utilizza principalmente computer Amiga e software come Scala, Bars and Pipes e OctaMED. Egli, inoltre, si distingue nel panorama della musica elettronica giapponese per il continuo cambiamento delle tecniche di produzione utilizzate. Per produrre l'album Solar Ray uscito nel 2001, ad esempio, ha impiegato esclusivamente energia solare, così come avviene per i suoi Energy Works Concerts, spettacoli dal vivo in cui l'alimentazione è fornita esclusivamente dal Sole. Anche i soggetti e le fonti di ispirazione risultano peculiari. Tra queste ci sono sicuramente i suoi viaggi e le sue esperienze in Thailandia, che sono alla base di lavori come Sim City del 1995, e Siren del 1996, cui tra l'altro hanno collaborato artisti thailandesi. Per i testi, invece, si richiama spesso alla filosofia dello yin e yang, ai viaggi ed al tema della contrapposizione tra natura e tecnologia. Oltre ai lavori in gruppo ed ai suoi concept album da solista, ha composto musica per documentari televisivi e videogiochi, image album per racconti e colonne sonore per anime, come la serie Kenpu denki Berserk (Berserk) del 1997, per la quale fu coinvolto direttamente da Kentarō Miura, o i lungometraggi Millennium Actress e Paprika, e la serie Mōsō Dairinin (Paranoia Agent), tutti di Satoshi Kon, musiche per le quali soprattutto è conosciuto anche in Occidente. Ultima composizione nel settore il tema della colonna sonora del film Berserk - L'epoca d'oro: Capitolo I - L'uovo del Re dominatore, nuovo adattamento animato del manga di Kentaro Miura.
Dal 1994 in poi i suoi spettacoli dal vivo, grazie anche ai quali è molto popolare in Asia, sono caratterizzati dall'interattività con il pubblico. In essi Hirasawa fonde la computer grafica con la musica, utilizzando  sistemi Amiga, videocamere e proiettori per coinvolgere gli spettatori nella performance.

## Opere principali

### Album P-Model
- In a model room, 1979
- Landsale, 1980
- Potpourri, 1981
- Perspective, 1982
- Another Game, 1984
- Scuba, 1984
- Karkador, 1985
- One Pattern, 1986
- P-Model, 1992
- Big Body, 1993
- Live no Hōhō, 1994
- Fune, 1995
- Denshi Higeki/~ENOLA, 1997
- Music Industrial Wastes ~P-Model or Die, 1999

### Album Solo
- Jikū no mizu, 1989
- Science no yūrei, 1990
- Virtual Rabbit, 1991
- Aurora, 1994
- Sim City, 1995
- Siren, 1996
- Kyūsai no gihō, 1998
- Kenja no Propeller, 2000
- Blue Limbo, 2003
- Byakkoya, 2006
- Tenko suru wakusei, 2009
- Genshō no hana no himitsu, 2012
- Hologram o noboru otoko, 2015
- Beacon, 2021

### EP
- Ice-9 (strumentale), 2005

### Raccolte
- Error CD, 1990
- Switched-on Lotus, 2004
- Totsu-Gen-Hen-I (P-MODEL), 2010
- Hen-Gen-Ji-Zai, 2010
- Rubedo/Albedo, 2023

### Live
- Solar Ray, 2001

### Album KAKU P-MODEL
- Vistoron, 2004
- Gipnoza, 2013
- Kai=Kai, 2018

### Colonne sonore per anime
- Detonator Orgun, OAV, 1991-92
- Kenpu denki Berserk, serie TV, 1997[1]
- Millennium Actress, film, 2002
- Mōsō Dairinin (Paranoia Agent), serie TV, 2004
- Paprika, film, 2006

### Altre musiche perBerserk
- Berserk Forces Collection, singolo Forces e remix, 1997 [2]
- Berserk Millennium Falcon Arc - Chapter of the Oblivion Flower Original Soundtrack, 1999 [3]
- Berserk Millennium Falcon Arc: Chapter of the Holy Demon War Original Soundtrack, 2004 [4]
- Aria, BERSERK Golden Age Arc, 2012 [5]
- Hai Yo (Oh Ashes)/Ash Crow, Berserk, serie TV, 2016 [6]
- Ash Crow - Susumu Hirasawa Soundtracks for BERSERK, 2016 [7]

### Altre composizioni
- Glory Senki, 1993
- Kamui Mintara, 1993
- Lost Legend, 1999
- MANDRAKE/Unreleased materials vol. 1 e 2, 2006
- Tetragrammaton, 2008
- The 6th Formant, 2017